# Hermann op den Graeff

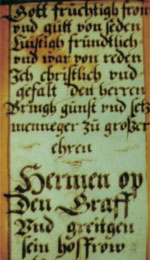
Op den Graeff-Fenster: Poem auf Herman op den Graeff und seine Ehefrau Greitgen (Greitje) Pletjes (1630)

Hermann op den Graeff (* 26. November 1585 in Aldekerk; † 27. Dezember 1642 in Krefeld) war eine führende Figur der Krefelder Mennoniten.

## Leben und Werk
Hermann wurde als Sohn einer mennonitisch gläubigen Familie in Aldekerk, nahe der niederländischen Grenze geboren. In Aldekerk übte Hermann den Beruf eines Leinenwebers und Händlers aus, wodurch er zu Wohlstand gelangte. Im Jahre 1609 verzog er mitsamt seiner Familie nach Krefeld. Dort wurde Op den Graeff Laienprediger und Vorsitzender der mennonitischen Glaubensgemeinde. Im Jahre 1630 ließ Op den Graeff als Zeichen seiner Frömmigkeit für sich und seine Ehefrau zwei Glasfenster mit Malereien und Sprüchen anlegen. Im Jahre 1632 nahm Hermann an der Dordrechter Mennonitenversammlung teil und war einer der Unterzeichner des Dordrechter Bekenntnisses. 1637 wurde er im Protokollbuch der reformierten Gemeinde irrtümlich als „der hiesigen menisten herr bischoff (der hiesigen Mennoniten Herrn Bischof)“ von Krefeld bezeichnet.

## Nachkommen
Verheiratet war Hermann op den Graeff mit Grietjen (Greitje) Pletjes, mit welcher er 18 Kinder hatte. Einer seiner Söhne, Abraham op den Graeff (~1610–1656) heiratete Eva von der Leyen, eine Schwester des Adolf von der Leyen, dem Begründer der Krefelder Seidenindustrie.  Isaac Hermans heiratete Margaret 'Grietgen' Peters Doors (gest. 1679) und konvertierte zum Quäkertum. Über Greitgen Pletjes Schwester Alet Pletjes (* 1583) war die Familie Op den Graeff mit der Familie Penn – namentlich mit dem englischen Admiral Sir William Penn und dessen Sohn William Penn (1644–1718), dem Gouverneur und Begründer von Pennsylvania – verwandt.
Die drei Söhne des Isaac Hermans op den Graeff, Derrick Isacks, Hermann Isacks und Abraham Isacks op den Graeff wanderten in die Vereinigten Staaten aus. Sie gehörten zu den dreizehn („Original 13“) Familien welche Germantown gründeten, nachdem sie 1683 mit dem Segelschiff Concord in Pennsylvania gelandet waren. Zwei der Gebrüder, Derrick Isacks und Abraham Isacks unterzeichneten den ersten Protest gegen die Sklaverei in Amerika. Abrahams zahlreiche Nachkommenschaft ist noch heute unter verschiedenen Schreibweisen wie Opdegraf(f), Updegrave, Updegrove etc. sowie unter dem Namen Updegraf in Pennsylvania zu finden.